# Hotel Esplanade (Berlin)

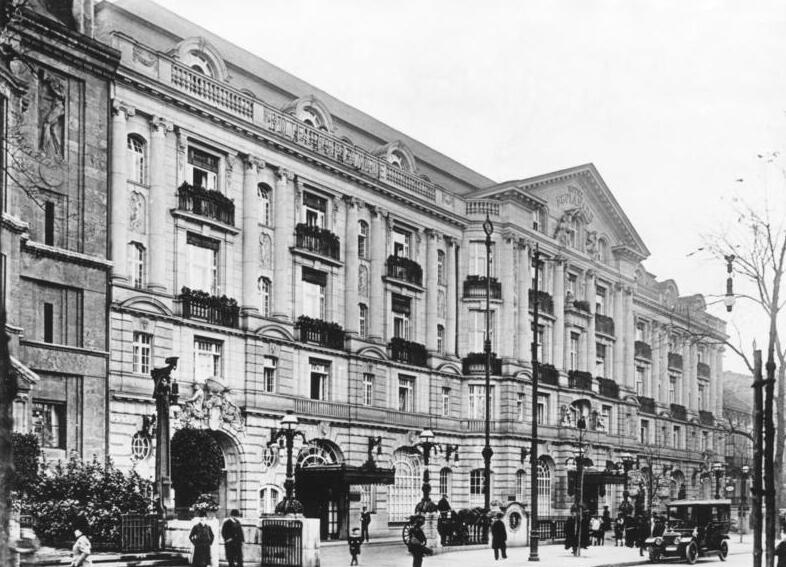
Hotel Esplanade in den 1920er Jahren

Das Grand Hotel Esplanade in der  Bellevuestraße 16–18a unweit des Potsdamer Platzes im Berliner Ortsteil Tiergarten gehörte vor und während der Goldenen Zwanziger Jahre zu den berühmtesten Hotels Berlins. Es wurde im Zweiten Weltkrieg bei einem alliierten Luftangriff weitgehend zerstört. Ein kleiner Teil ist heute in das Sony Center integriert.
Im Jahr 1988 wurde ein neues Grand Hotel Esplanade am Lützowufer in Berlin-Tiergarten (damals West-Berlin) eröffnet.

## Geschichte

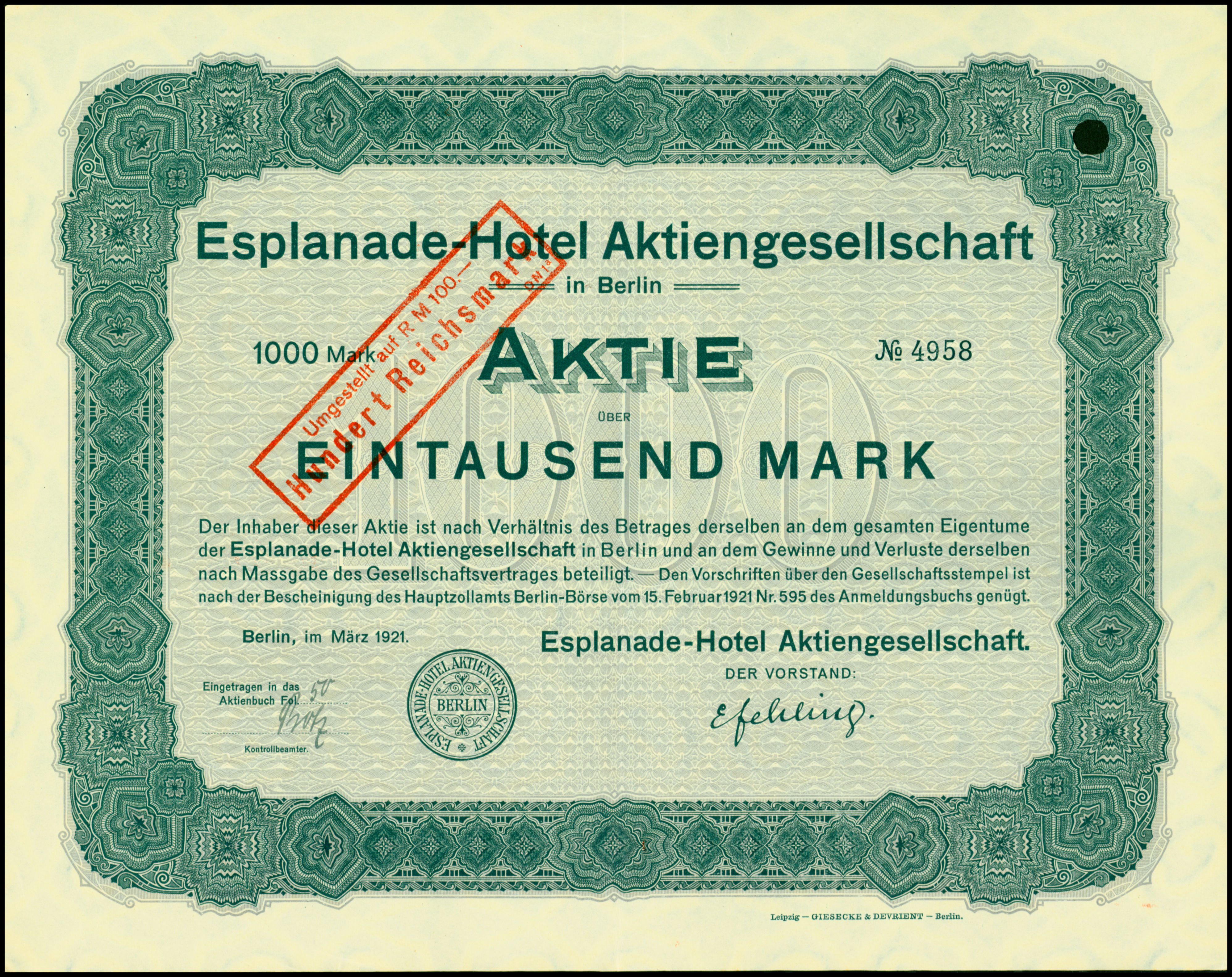
Aktie über 1000 Mark der Esplanade-Hotel AG vom März 1921

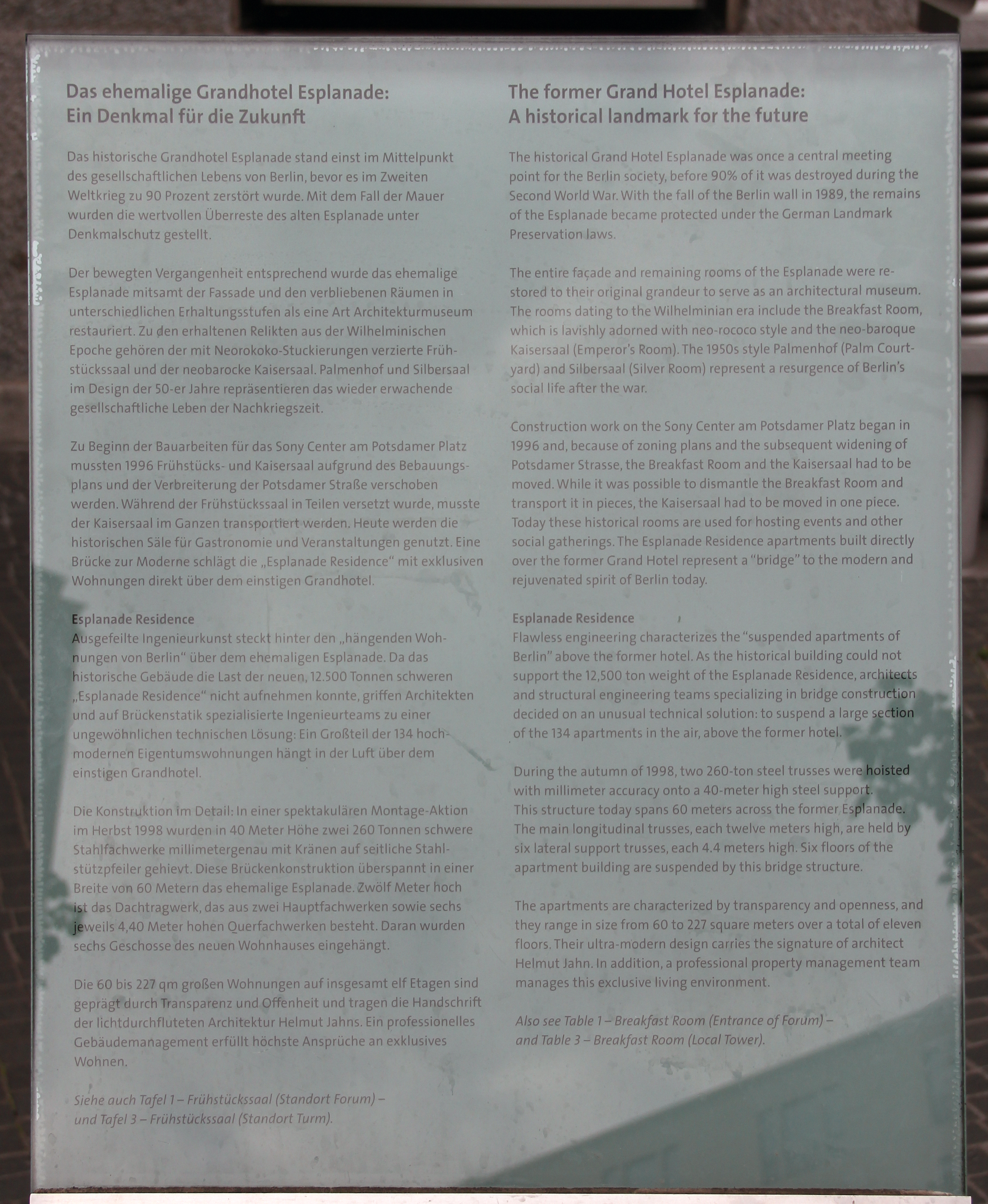
Gedenktafel, Bellevuestraße 1 in Berlin-Tiergarten

Das Hotel wurde 1907–1908 im Auftrag einer Bauträgergesellschaft, zu deren Gesellschaftern Angehörige der Fürstenhäuser Hohenlohe (Christian Kraft zu Hohenlohe-Öhringen), Fürstenberg (Max Egon II. zu Fürstenberg) und Henckel von Donnersmarck (Guido Henckel von Donnersmarck) gehörten, nach Plänen des Architekten Otto Rehnig an der Bellevuestraße errichtet. Der Bau kostete damals rund 23 Millionen Mark (kaufkraftbereinigt in heutiger Währung: rund 168 Millionen Euro). Das Gebäude gehörte dem Baustil nach zur Belle Epoque; die Gestaltung der Räume enthielt Elemente des Neobarock und des Neorokoko. Das Hotel hatte mehrere prachtvolle Säle, darunter den Kaisersaal. Kaiser Wilhelm II. veranstaltete hier seine exklusiven Herrenabende. Als besondere Attraktion galt auch der 1600 m² große Garten im Innenhof des Hotels.
Nach dem Ersten Weltkrieg wurde das Hotel von Curt Elschner, Geschäftspartner des einflussreichen Großindustriellen und Reichstagsabgeordneten Hugo Stinnes (1870–1924), aus dem Besitz des sogenannten Fürstentrusts erworben.
In den 1920er Jahren logierten hier Stars wie Charlie Chaplin und Greta Garbo. Billy Wilder arbeitete hier vor Beginn seiner Karriere als Eintänzer, Marek Weber spielte mit seinem Orchester zum Tanz auf. Von 1925 bis 1937 war das Orchester Barnabás von Géczy das Hausorchester. Das Hotel war in der Zeit der Weimarer Republik vor allem bei Anhängern der Monarchie beliebt; die Betreiber weigerten sich mit Rücksicht auf ihre Gäste, die schwarz-rot-goldene Flagge der Republik zu hissen. Durch den früheren Zusammenbruch des Imperiums Stinnes und der Aufteilung der Immobilien wurden neue Manager für die Einrichtungen gesucht. Das Esplanade ging 1932 an das Hamburger Bankhaus Warburg.
In der Zeit des Nationalsozialismus wurde das Hotel von NSDAP-Größen eher gemieden; Albert Speer kündigte 1941 sogar den Abriss an, um die Fläche für die Verbindung der Siegesallee mit der Potsdamer Straße (Nord-Süd-Achse) zu nutzen. Vor dem Attentat vom 20. Juli 1944 trafen sich die Verschwörer mehrfach im Hotel Esplanade; hier warteten sie auch den Ausgang des Unternehmens Walküre ab.

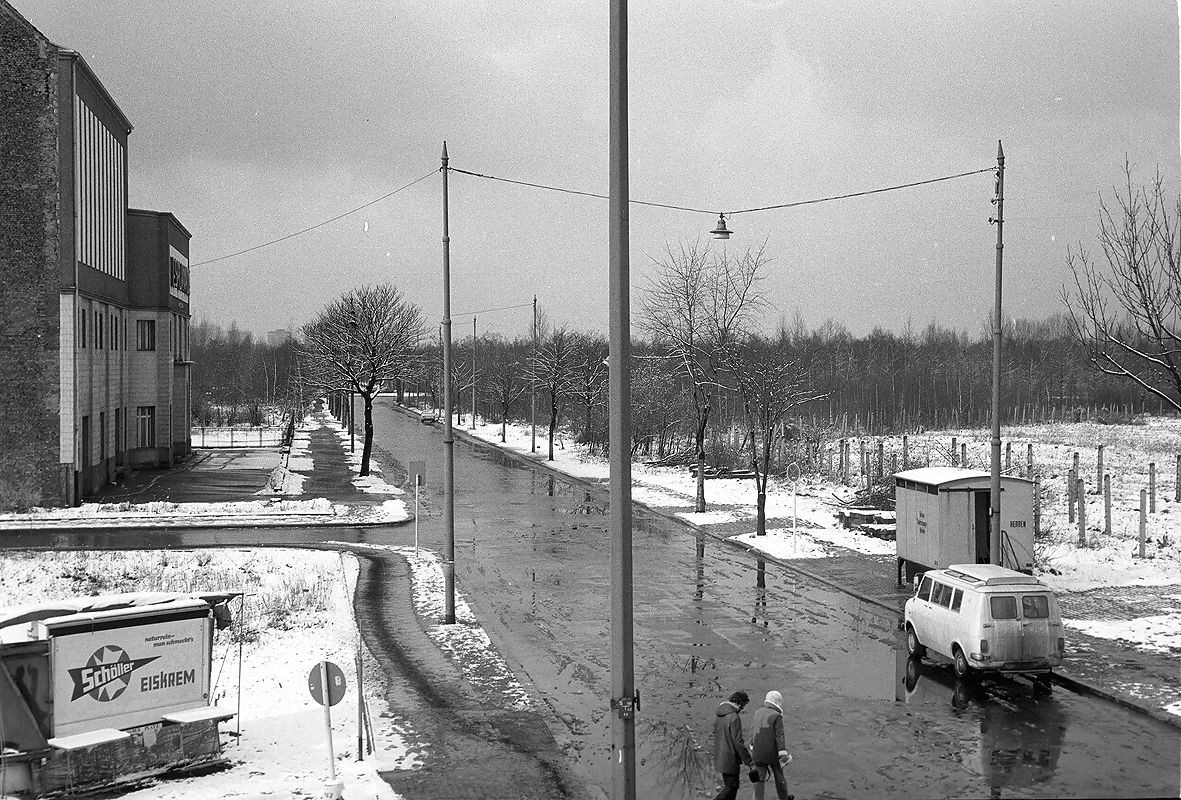
Bellevuestraße mit dem ehemaligen Hotel Esplanade (links), 1973

Im Winter 1944/45 wurde das Hotel bei einem alliierten Luftangriff weitgehend zerstört. Ein kleiner Teil blieb allerdings fast unversehrt stehen: der Kaisersaal, der Frühstückssaal, das Treppenhaus und die Waschräume. Dieser Teil wurde in den 1950er Jahren inmitten der Trümmer dann als Restaurant und für Tanzveranstaltungen genutzt, später auch für Modenschauen. Auch nach dem Bau der Berliner Mauer im Jahr 1961 ging noch ein mäßiger Hotel- und Veranstaltungsbetrieb neben der Mauer weiter, so als Filmkulisse. Aus Sicherheitsgründen musste das Haus 1981 schließen. 1972 wurden hier Szenen des Films Cabaret mit Liza Minnelli gedreht, 1981 Aufnahmen für Die bleierne Zeit von Margarethe von Trotta, 1986 für Der Himmel über Berlin von Wim Wenders. Ebenfalls 1986 kam es trotz bauaufsichtlicher Sperrung zu einer offenbar einmaligen Nutzung für ein Rockkonzert: Am 28. Mai 1986 spielten hier Sonic Youth. Zur 750-Jahr-Feier Berlins 1987 fand dort eine Ausstellung der Deutschen Kinemathek statt. Damals war geplant, ein Filmmuseum im Esplanade einzurichten. Bis 1993 gab es auch eine Gastronomie im alten Kaisersaal (Café Kaisersaal). Die noch originalen Pissoirs der Herrentoiletten bestanden aus schlesischem Marmor.
Nach dem Fall der Mauer 1989 wurden die Reste des Hotels unter Denkmalschutz gestellt. Diese Tatsache wurde bei den ersten Plänen für das Sony Center am Potsdamer Platz aber aufgrund falscher Informationen zunächst nicht berücksichtigt; die Planer wollten das Gebäude abreißen, da es im Weg stand. 1993 einigte man sich mit der Stadt Berlin auf eine spektakuläre Lösung: Der Kaisersaal wurde um 75 Meter verschoben und in das Center integriert; möglich war das dank computergesteuerter Technik und einer Luftkissen-Konstruktion. Die Translozierung gelang im März 1996, die Kosten für diese Verschiebung betrugen rund 75 Millionen Mark (kaufkraftbereinigt rund 63,5 Millionen Euro).
Der ebenfalls erhaltene Frühstückssaal des Hotels wurde in 500 Einzelteile zerlegt und später wieder zusammengebaut. Er wurde als Veranstaltungssaal genutzt als Teil des Restaurants Josty, dessen Name an das alte Café Josty erinnerte. Heute befindet sich dort eine andere Gastronomie.

## Geschichte des Grand Hotel Esplanade seit 1988

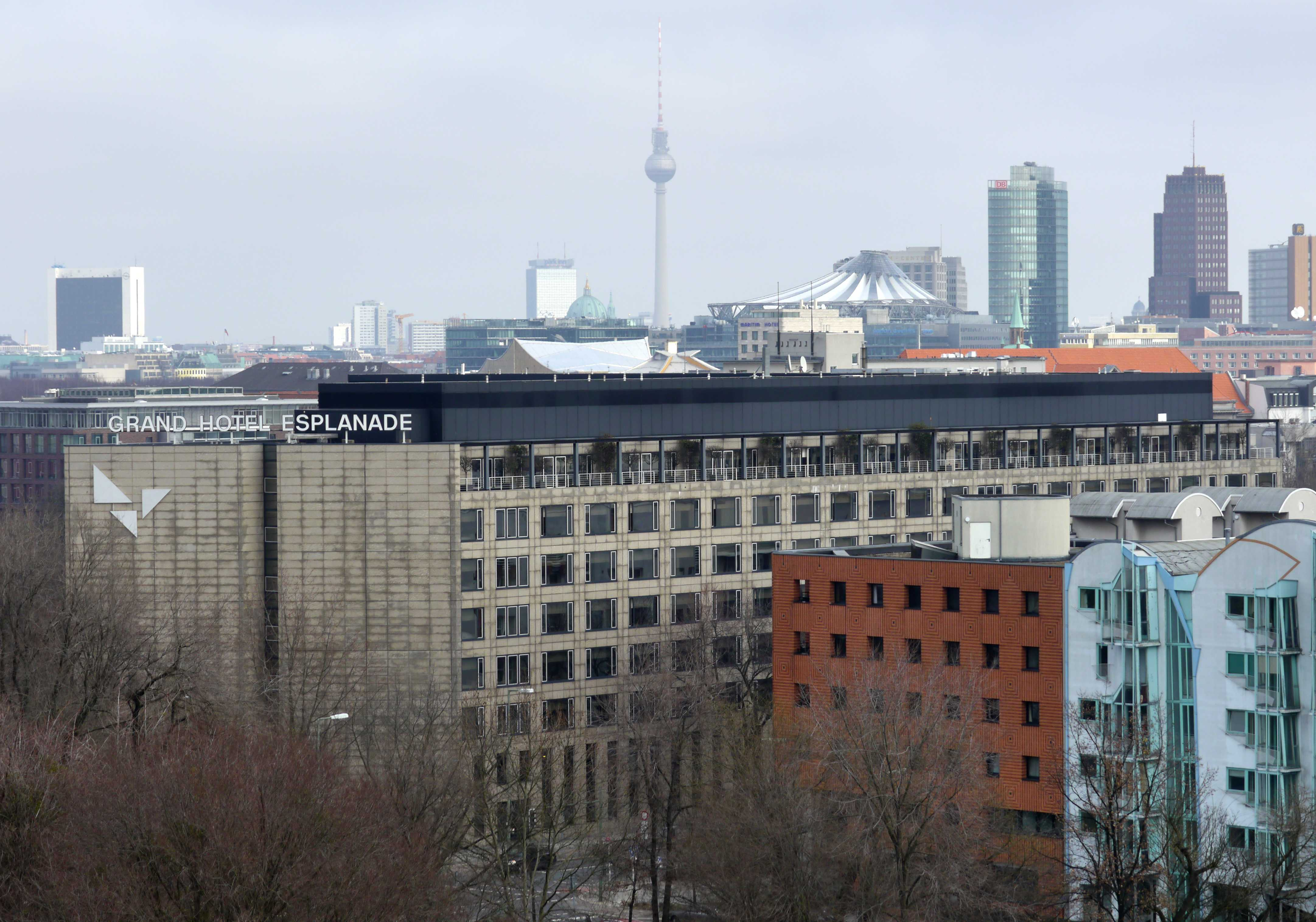
Das Grand Hotel Esplanade von Südwesten her über den Lützowplatz gesehen, daneben der Block 234 von Mario Botta

Im Jahr 1986 gab es öffentliche Aufregung um den Neubau auf dem Dörnberg-Dreieck. Bevor der Grundstein gelegt werden konnte, musste ein Wäldchen gerodet werden. Dann gab es gerichtliche Auseinandersetzungen. Wegen der befürchteten Verschlechterung der Wohnqualität erreichte eine Mieterin aus einem der benachbarten Stadthäuser der Bauausstellung IBA einen vorübergehenden Baustopp. Das Oberverwaltungsgericht urteilte, eine eigentumsrechtliche Nachbarklage stehe der Mieterin nicht zu. „Massivität und Eintönigkeit“ des Bauvorhabens könnten für die unmittelbaren Nachbarn aber belastend wirken. Der Architekt Jürgen Sawade sprach von einer großstädtischen Fassade, „ehrlich und modern“.
Am 1. Mai 1988, anderthalb Jahre vor dem Mauerfall, eröffnete das Grand Hotel Esplanade seine Pforten. Am 1. Mai 2006, also 18 Jahre nach der Eröffnung, kaufte der US-amerikanische Finanzinvestor The Blackstone Group das bislang in Privathand geführte Hotel. Knapp 20 Millionen Euro investierten die neuen Eigentümer in die Neueröffnung des Hotels mit hochwertig ausgestatteten Komfortzimmern und 40 individuell gestalteten Suiten. Die Hotellobby wurde von der US-Architektin Alexandra Champalimaud gestaltet. Das Hotel ist immer wieder Ort größerer Veranstaltungen, beispielsweise dem Auftakt der Internationalen Funkausstellung.
Im Herbst 2014 übernahm Host Hotels & Resorts, die sich auf Hotelimmobilien spezialisiert haben, das Grand Hotel Esplanade von der Blackstone Group.
Seit dem 6. Januar 2015 firmiert das Grand Hotel Esplanade als Sheraton Berlin Grand Hotel Esplanade. Der Vertrag mit der Hotelmarke Sheraton, die zur amerikanischen Gruppe Starwood Hotels & Resorts Worldwide gehört, wurde kurz vor Weihnachten 2014 geschlossen.
Für 2024 war eine vorläufige Schließung und nach einem Teilabriss eine Wiedereröffnung des Hotels mit reduzierter Zimmeranzahl geplant. Zwischenzeitlich wurden die Planungen geändert und das Hotel soll nun bis Ende 2025 geöffnet bleiben.

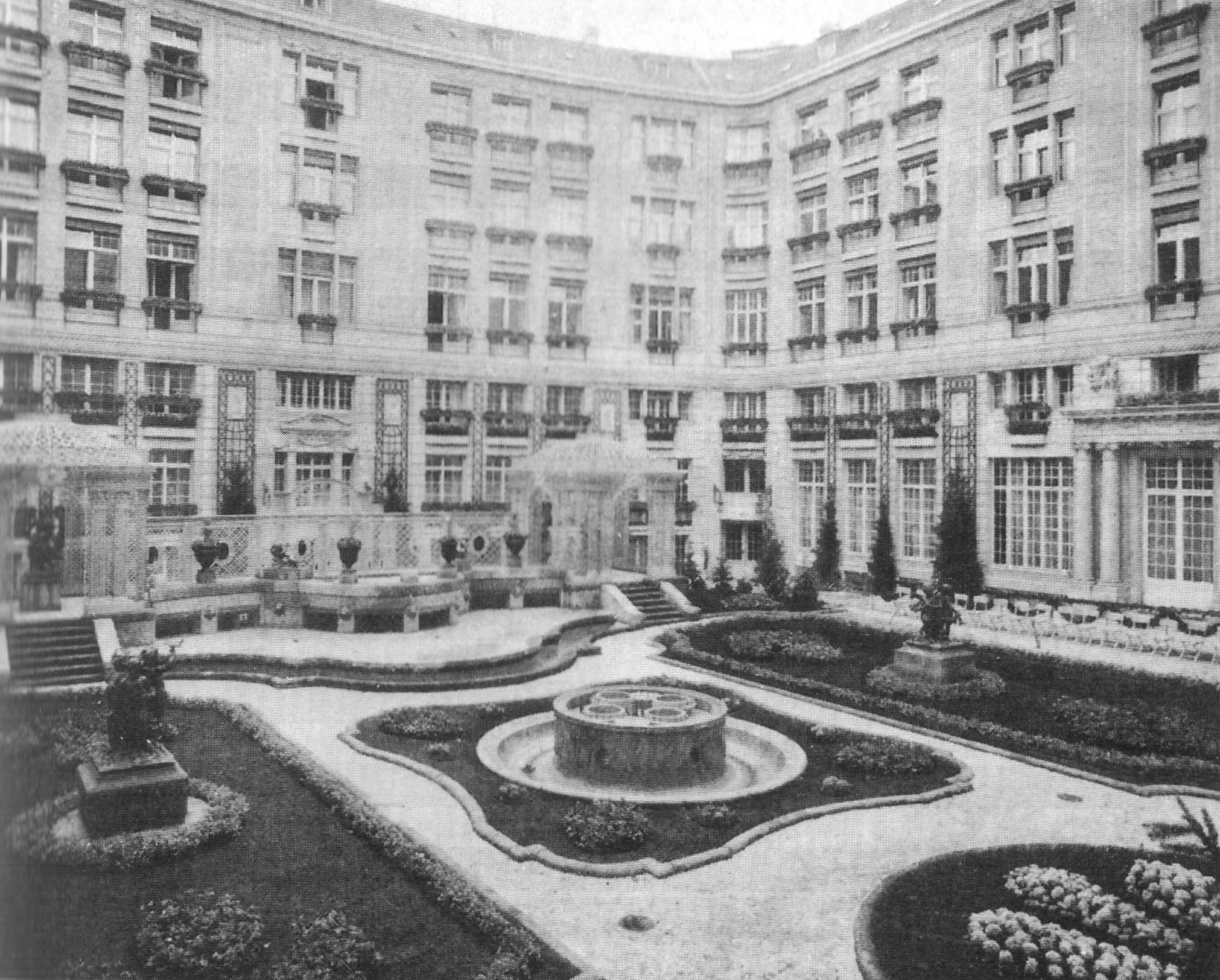
Gartenhof des „Esplanade“, gestaltet von dem Gartenarchitekten Willi Wendt, Aufnahme vermutlich kurz nach der Fertigstellung von Hotel und Garten, um 1910
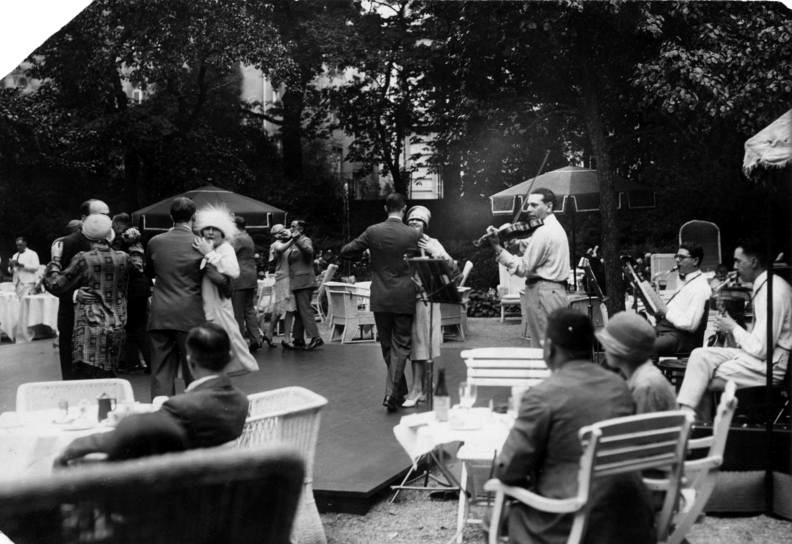
Tanztee im Garten des Hotels, 1926
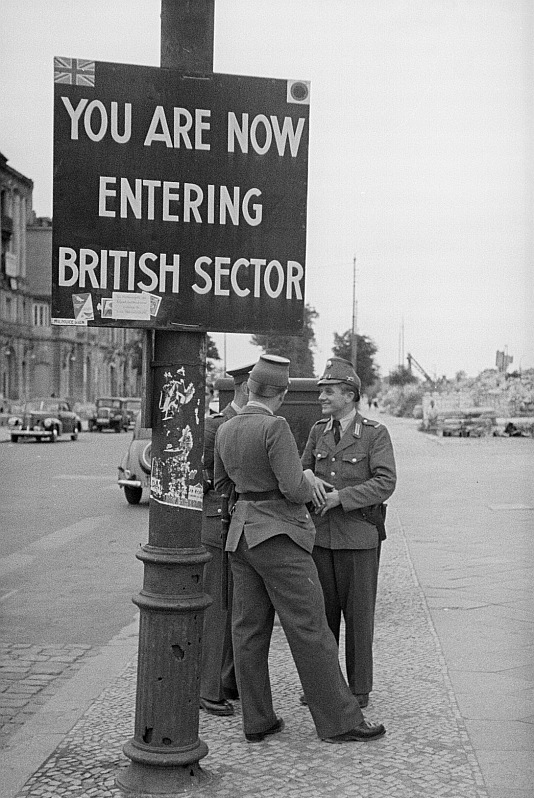
Gebäuderest (links); rechts der Sowjetische Sektor (Lenné-Dreieck) – im Vordergrund die Bellevuestraße, 1951
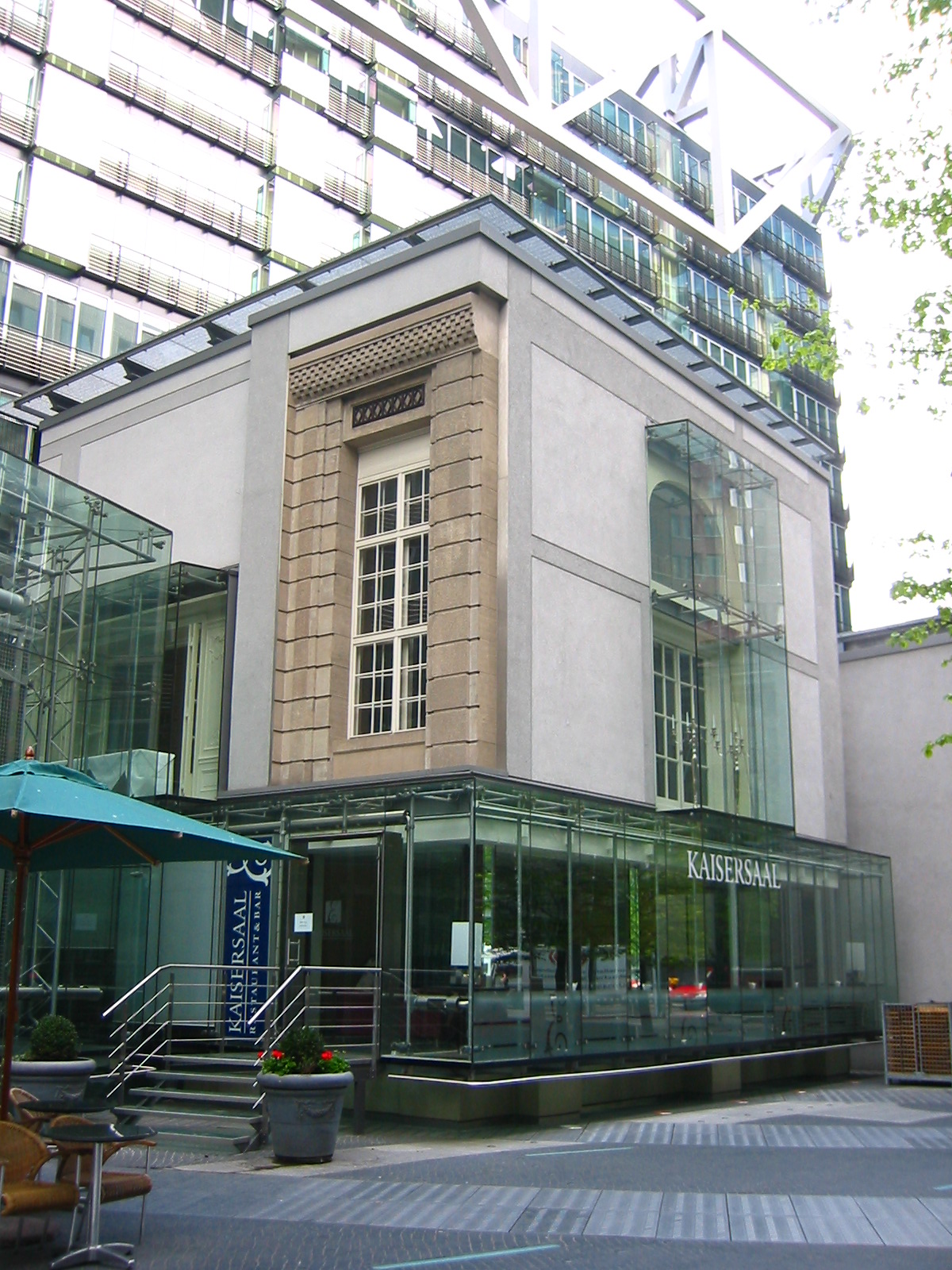
Fragment des Kaisersaals
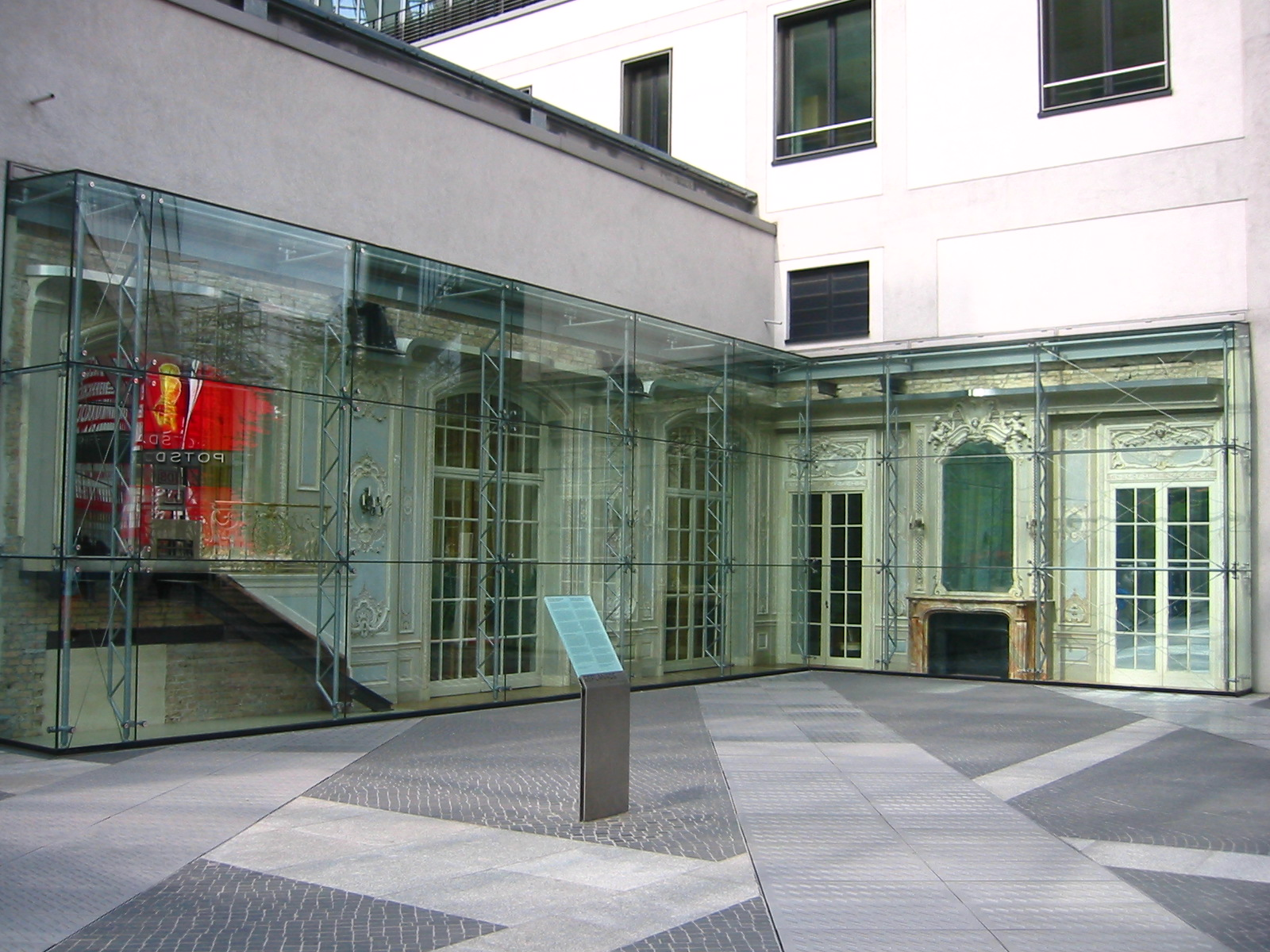
Fragment des Frühstückssaals
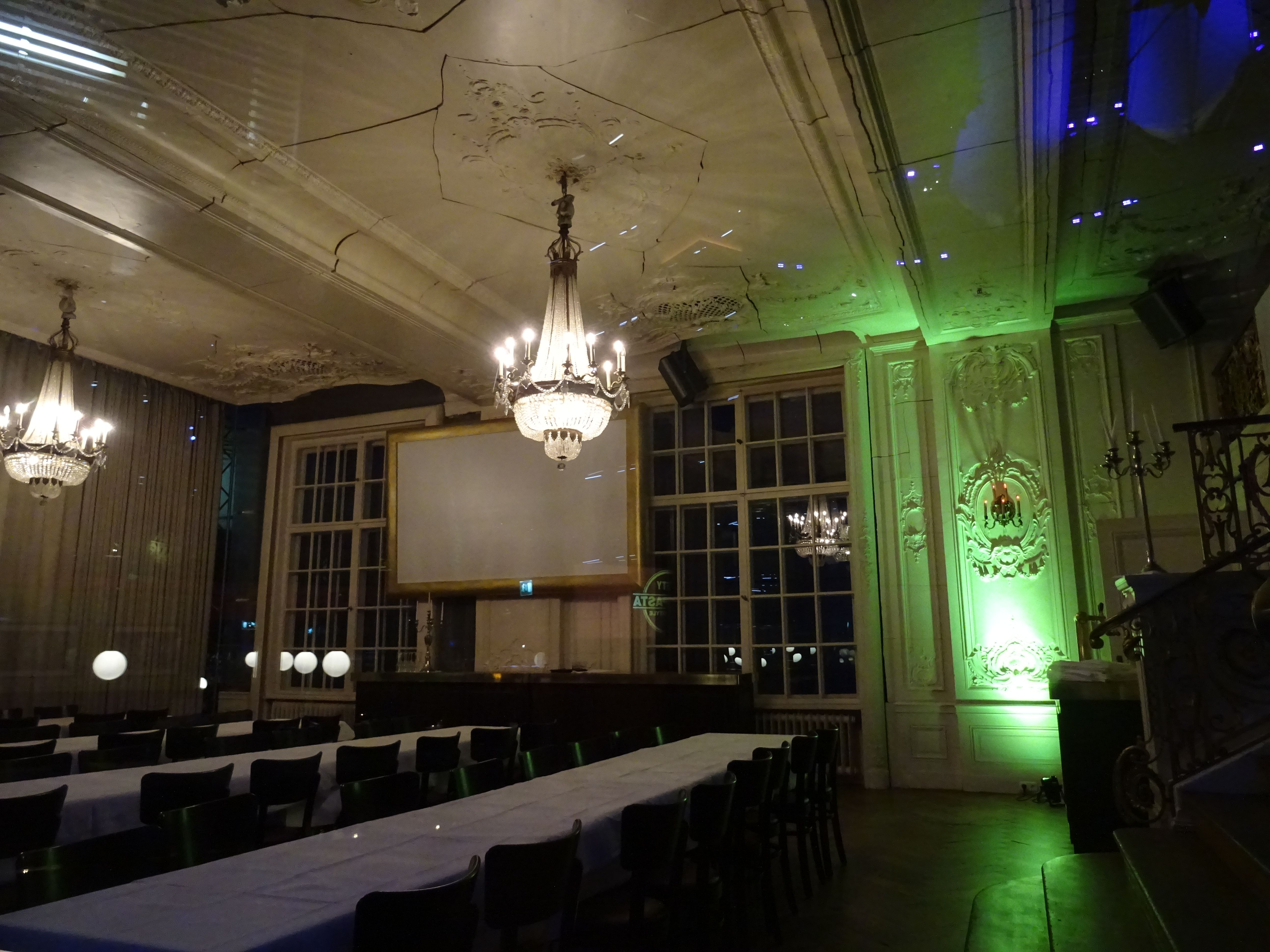
Frühstückssaal, heute Teil des Restaurants Josty im Sony Center
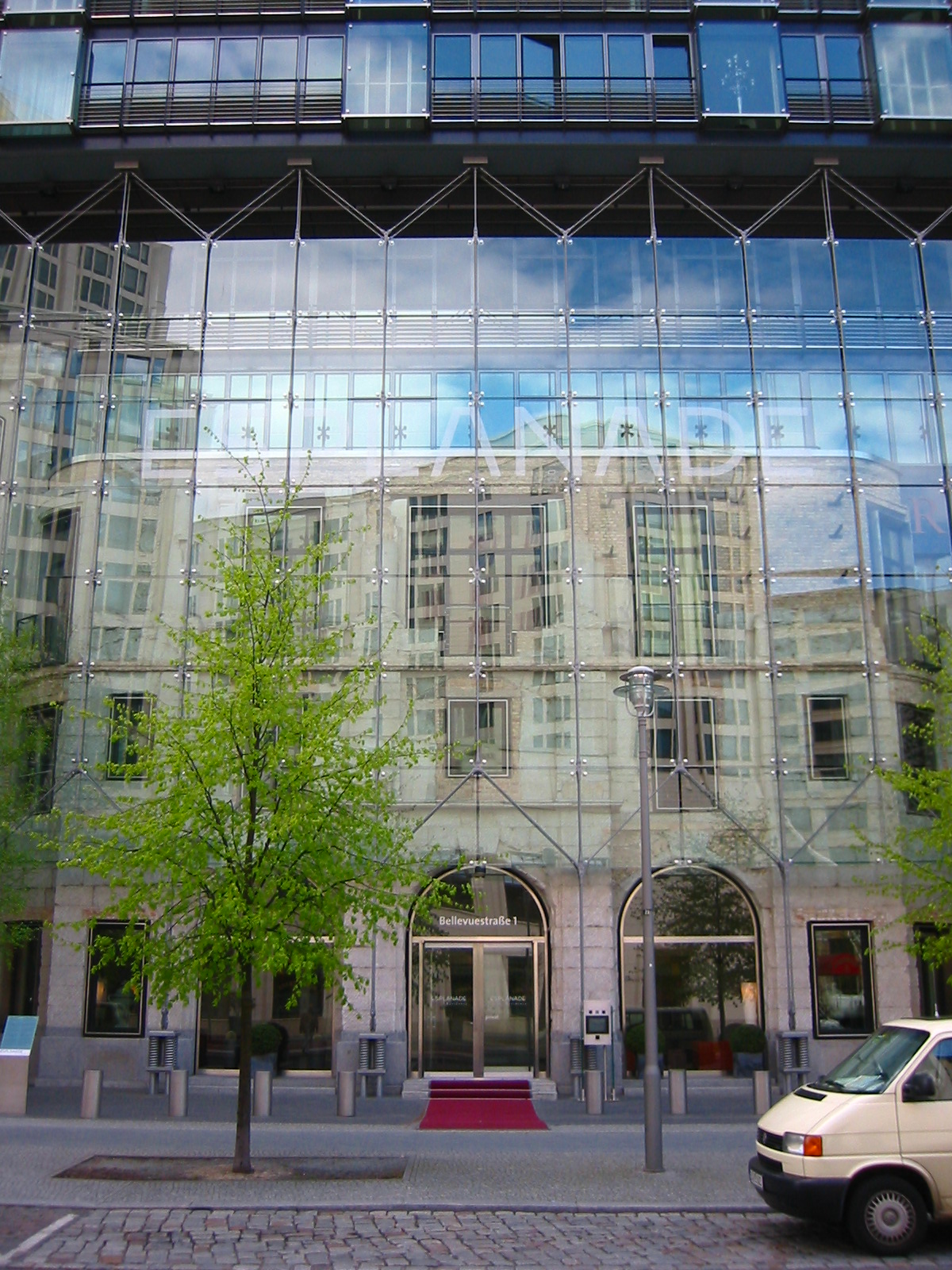
Fassadenfragment